# Pediobius louisianae
Pediobius louisianae är en stekelart som beskrevs av Peck 1985. Pediobius louisianae ingår i släktet Pediobius och familjen finglanssteklar. Inga underarter finns listade i Catalogue of Life.